# Merkur Versicherung
Die Merkur Versicherung AG ist eine österreichische Versicherungsgesellschaft mit Hauptsitz in Graz. Die Kernkompetenz liegt im Bereich der privaten Krankenversicherung. Neben Österreich stellt Südosteuropa einen wichtigen Markt dar, in dem die Merkur Versicherung mit Tochtergesellschaften aktiv vertreten ist.

## Geschichte
Österreichs älteste Versicherung wurde 1798 in Graz gegründet. Das Vorläuferinstitut, das „Institut zur Unterstützung armer, kranker, dienstloser, Alters und Gebrechlichkeiten wegen zum Dienen unfähig gewordener Handlungsdiener in Grätz“, 1798 als Verein in Graz gegründet.  Ziel war die gesundheitliche Versorgung der im Namen genannten zu fördern. 1848 erfolgte die Umbenennung in „Handelsdiener-Versorgungs-Verein in Graz“.
Mit der weiteren Umbenennung 1866 in „Kaufmännischer Versorgungsverein“ erfolgte eine Ausweitung des Kreises der Nutznießer. Nun waren auch die Kaufleute selbst und nicht nur ihre Mitarbeiter begünstigt. 1891 verschmolz der Verein mit der „Gremialkrankenkasse“ und deckte sowohl das Feld der Pflichtversicherung als auch der privaten Versicherung ab. Nach Ausweitung der gesetzlichen Krankenversicherung legte die Versicherung ihren Schwerpunkt hauptsächlich auf die private Krankenzusatzversicherung. In den Jahren nach dem Ersten Weltkrieg gelang es sozialdemokratischen Gewerkschaftern, die Kontrolle über den Kaufmännischen Versorgungsverein zu übernehmen. Bis in die Gegenwart besteht ein Naheverhältnis zur Gewerkschaft der Privatangestellten.
Im Jahr 1928 wurde in Graz ein Krankenhaus des Vereins eröffnet.
Mit dem Anschluss Österreichs 1938 erfolgte eine Umwandlung in die Rechtsform einer Versicherungsanstalt auf Gegenseitigkeit. Zwei Jahre später wurde das Unternehmen in „Südmark – Wechselseitige Krankenversicherungsanstalt auf Gegenseitigkeit“ umbenannt. Nach dem Kriegsende erfolgte eine letzte Umbenennung in den heutigen Namen „Merkur“. Im Jahr 1992 wurde der Verein der Kaufmannschaft zur Versicherungsaktiengesellschaft. Seit 1992 ist die Merkur Versicherung auch im Ausland aktiv. Die erste Expansion fand nach Slowenien statt.
Im Herbst 2004 präsentierte die Merkur Versicherung die „Merkur Privatklasse“.
Nach 125 Jahren wurde der Konzernsitz am Grazer Joanneumring 22 (ehemals Neutorgasse 57) abgelöst. Seit Frühjahr 2020 befindet sich die neue Zentrale der Merkur Versicherung, der Merkur Campus, in der Conrad-von-Hötzendorf-Straße 84. Das moderne Bürogebäude beherbergt auch ein für externe Besucher zugängliches Konferenzzentrum, ein Restaurant und ein Fitnessstudio.
Im Dezember 2021 wurde die Übernahme der Nürnberger Versicherung Österreich durch die Merkur Versicherung bekannt.

## Produkte
- Krankenversicherung
- Lebensversicherung
- Unfallversicherung
- Haushaltsversicherung
- Eigenheimversicherung
- Rechtsschutzversicherung

## Geschäftszahlen
Die Merkur Versicherung betreibt in Österreich 3 Vertriebsdirektionen (Ost, Süd, West) mit rund 40 Geschäftsstellen und ist weiters in Slowenien, Kroatien, Serbien und Italien (Südtirol) am Markt. Die Generaldirektion befindet sich in Graz. In Österreich sind rund 1.000 (Stand: 2024) Mitarbeiterinnen und Mitarbeiter für die Merkur Versicherung tätig. Innerhalb des gesamten Konzerns sind im Jahresdurchschnitt 1.728 Mitarbeiterinnen und Mitarbeiter beschäftigt (Stand: 2024).
Die Merkur Versicherung AG weist für 2023 eine solide Prämienentwicklung aus. Die abgegrenzten Prämien über alle Sparten betragen 922,6 Millionen Euro (Österreich) und erreichen somit mit einem Anstieg von 8,4 % beinahe die 700-Millionen-Euro-Schwelle. Mit Bilanzstichtag 2024 lag die Anzahl der versicherten Risken bei 1.103.288 Risken (Österreich).
Das Prämienvolumen im gesamten Merkur Konzern wurde um 10,1 % verglichen mit dem vorhergehenden Jahr gesteigert. Die Anzahl der Risken im Gesamtkonzern liegt bei 1.748.560. Insgesamt verzeichnete der Gesamtkonzern zum Bilanzstichtag einen positiven Vorsteuergewinn (EGT) in Höhe von 5,775 Millionen Euro.

## Weitere Gesellschaften im Merkur Konzern
- Merkur Lifestyle GmbH[10]
- Merkur Fitness GmbH
- Merkur Campus Gastronomie GmbH
- S&Z Sicherheit und Zukunft GmbH[11]
- Metis Invest GmbH
- MIVOG Immobilien GmbH
- Merkur Immobilienentwicklungs GmbH
- Merkur zavarovalnica d.d., (Slowenien)
- Merkur osiguranje d.d., (Kroatien)
- Merkur osiguranje a.d.o. Beograd, (Serbien)